# Albert Pouthier
Pour les articles homonymes, voir Pouthier.
Albert Pouthier, né le 15 mars 1878 à Saint-Mandé (Seine) et mort le 11 mai 1948 dans le 16e arrondissement de Paris, est un architecte français.

## Biographie
Albert Pouthier naît le 15 mars 1878 à Saint-Mandé, fils d'Edmond Pouthier, et de Lucie Élélonore Hembise. Il épouse Jeanne Charlotte Street, fille du propriétaire du Grand-Hôtel du Touquet-Paris-Plage, le 3 février 1908 dans le 17e arrondissement de Paris.
Il suit les cours de l’École nationale supérieure des beaux-arts (seconde classe 1897, première classe en 1900 et diplômé en 1905) où il est l'élève de Georges Debrie puis Henri Deglane. Il travaille principalement au Touquet-Paris-Plage jusqu'à la Première Guerre mondiale.
Il s'associe à Émile Molinié et Charles Nicod au sein du cabinet Molinié, Nicod & Pouthier de 1920 à 1925.
Il est l'architecte d'un grand nombre de villas balnéaires et d'immeubles et de nombreux monuments au morts.
En 1906, il habite Le Gui, chalet au no 84 rue de Paris au Touquet-Paris-Plage.
Il est élu membre de la Société académique de Paris-Plage le 30 juillet 1910. À cette période, il est domicilié au no 29 rue de l'Arcade dans le 8e arrondissement de Paris.
Il est lieutenant pendant la Première Guerre mondiale et est fait prisonnier du 25 août 1914 au 20 décembre 1917.
Il meurt le 11 mai 1948, en son domicile, au no 15 rue Picot, dans le 16e arrondissement de Paris.

## Réalisations architecturales
Albert Pouthier est l'architecte de nombreuses réalisations immobilières au Touquet-Paris-Plage :
- le bâtiment du Tennis-Club
- la villa La Musardière, au no 149, rue Andreï-Sakharov[8],[9],[10] ;
- la villa Graziella, au no 17, rue Jean-Monnet, élevée pour la famille Brunel en 1890 (après restructuration, la villa a donné naissance à l'hôtel Bristol en 1927 - architectes : André Chevalier et Armand Picard[11]) ;
- la villa Ferré : en 1907, il est fait appel à ses services au titre des balcons de la villa de M. Felipe Ferré, photographe[12] ;
- la villa Nirvana, au no 692, avenue du Château, construite en 1910 puis agrandie en 1925, inscrite à l'inventaire des monuments historiques[13] ;

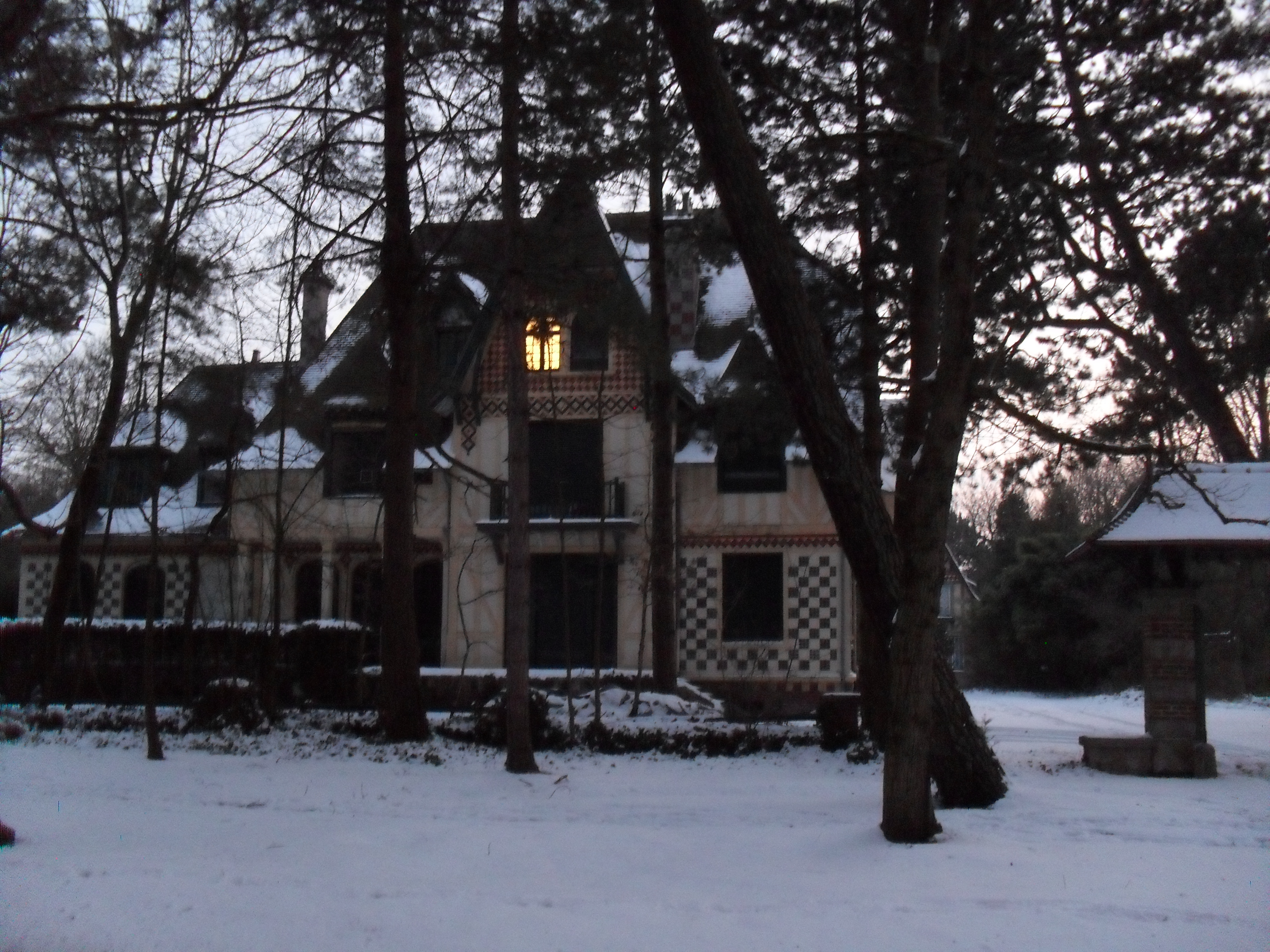
Villa Nivarna.

- la villa Sous les Pins, anciennement Gigi, construite en 1923, par le cabinet Molinié, Nicod & Pouthier, inscrite à l'inventaire des monuments historiques[14] ;

Villa Sous les Pins.

- deux maisons Villa Lutin et Villa Farfadet, 7 et 9 rue Dorothée, construite entre 1905 et 1913, inscrites à l'inventaire des monuments historiques[15] ;
- deux villas mitoyennes Ivanhoé et Kervette, construites en 1910, inscrites à l'inventaire des monuments historiques[16] ;
- la villa Le petit Château, au no 316, avenue de la Reine-May, construite en 1910 pour le docteur Willerval d'Arras, inscrite à l'inventaire des monuments historiques[17] ;

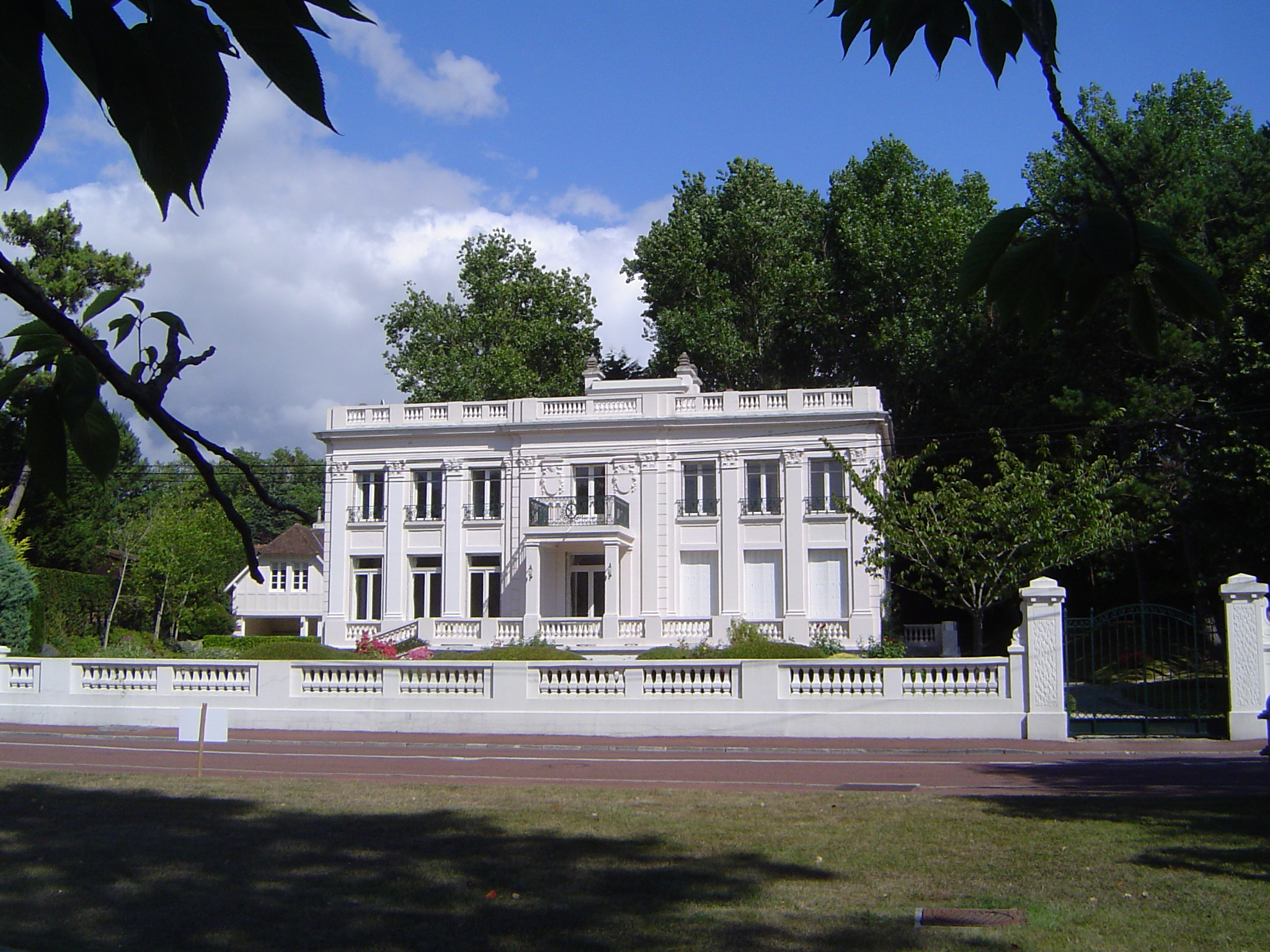
Villa Le petit Château.

- la villa Le Mouron Rouge, no 1444, avenue du Golf, construite en 1928, période faste des villas touquettoises, l'une de ses plus belles réalisations ;
- le chalet Mag Pie, avenue des Troènes ;
- la villa Chantecler, rue de Londres[18];
- la villa Little Castle, construite en 1911, au 21, boulevard Daloz ;
- la villa Chouquette, par le cabinet Molinié, Nicod & Pouthier, au 63, rue de Montreuil.

Ailleurs en France :
- 1920 : surélévation de l'hôtel de Paris Monte-Carlo par le cabinet Molinié, Nicod & Pouthier.
- 1922 : église Saint-Léger de Guémappe.
- 1923-1926 : immeubles à loyer modéré, no 117 boulevard Jourdan / 124 boulevard Brune, Place d'Orléans Paris[19]
- 1923-1925 : lotissement concerté de l'avenue du Parc-Saint-James et rue du Bois-de-Boulogne à Neuilly-sur-Seine par le cabinet Molinié, Nicod & Pouthier
- 1932 : immeuble de logement no 65 rue Saint-Aubert, Arras, par le cabinet Molinié, Nicod & Pouthier  Inscrit MH[20]
- 1935-1939 : groupe scolaire de Jouy[21]
- Ensemble d'édifices derrière façade[22], Wimereux

## Pour approfondir